# 注意力不足過動症
注意力不足過動症（英語：attention deficit hyperactivity disorder，縮寫为ADHD），是一种神經發展障礙。主要表现为難以專注、過度活躍、做事不考慮後果等。除此之外，患者可能存在行為不合年紀、注意力缺失的问题，也可能表現出情緒調節困難、執行功能方面異常的問題。對於診斷來說，症狀一般出現在患者12歲之前、持續時間超過六個月、且至少發生於兩種情境下（如學校、家中、休閒活動等）。兒童患者注意力不集中的問題可能導致學習成績不佳，此外，此病症也跟其他心智障礙或藥物濫用有關。雖然此病症（特別是在現代社會中）會造成一些「障礙」，但很多過動症者會對他們感興趣或認為有價值的任務保持持續的專注，此狀況被稱為過度專注。
儘管此病症在兒童與青年的範圍中被大量地診斷以及研究，然而在多數的範例中，研究人員仍然找不到精確的病因。他們認為基因的原因約占比75%，與此同時，懷孕期間和尼古丁的接觸可能是一個導致病因的外部因素，且似乎與自律與否以及家庭風格沒有關係。依照《精神障碍诊断与统计手册》第四版（DSM-IV）的準則，約有5–7%的兒童確診，若依照《国际疾病分类》第十版ICD-10的準則，則有1–2%確診。2015年估計全球有5110萬人受到注意力不足過動症的影響。盛行率主要會受到診斷方式及判斷基準不同所影響，男孩確診的比例是女孩的二倍以上，不過因為女孩的症狀和男孩不同，因此常被忽略。兒童期診斷到的注意力不足過動症，約到30–50%會持續到成年，成年人約有2–5%會有成人注意力不足過動症。在成人注意力不足過動症中，過動的情形可能會被「內在的不安寧」所取代。ADHD的症狀可能不太容易和其他疾病的症狀區分，也不太容易區分正常範圍的活力充沛以及過動的分界點在哪裡。
建議治療的方法依國家不同而有所差異，一般都會以心理治療、生活方式調整以及藥物，這三種中的一種或多種方式來進行治療。英國的醫學指南建議針對兒童，只有在症狀嚴重時，才建議使用藥物為第一線的療法，若兒童拒絕接受心理治療，或是接受治療後進展不大，需考慮用藥物進行治療，若針對成人，藥物為第一線的治療方式。加拿大及美國則是建議第一線的治療應該是合併藥物治療及行為治療，只有一些學齡前的兒童例外。在所有的醫學指南中，都不建議針對學齡前的兒童用興奮劑作為第一線的治療方式。用興奮劑治療，在前十四個月的療效有研究資料可供佐證，不過不確定長期使用的療效。患有ADHD的成人可能會發展出應對策略，來處理症狀造成的部份或所有影響。
18世紀起的醫學文獻中就有描述過類似注意力不足過動症的症狀。自1970年起，就有出現有關注意力不足過動症疾病本身、其診斷及治療方式的爭議，爭議和臨床醫師、教師、政策訂定者、家長及媒體有關。爭議焦點包括ADHD的病因，以及是否要用興奮劑來治療ADHD。目前大部份的醫療人員都接受ADHD是兒童及成人的遺傳性疾病，科學界的爭議點則是在其診斷方式及治療方式。此疾病在1980年至1987年的正式名稱是注意力缺失症（attention-deficit disorder，簡稱ADD），在更早期的名稱是兒童過度活躍的反應（hyperkinetic reaction of childhood）。

## 名稱
注意力不足過動症也译作注意力不集中/過動症（英語：Attention Deficit/Hyperactivity Disorder，簡稱AD/HD）、過度活躍症（英語：Hyperkinetic Disorder；於ICD 10中的名稱），俗称有多動症、多動障礙及大雄·胖虎症候群（日本）等。此病患的兒童習稱過動兒，也有醫療人士建議改稱為心動兒。

## 症狀及體徵
| ADHD的症狀 | ADHD的症狀 |
| 專注力失調 | 過動-衝動 |
| --- | --- |
| - 很難注意事情的細節 - 不容易專注在一件事情上 - 不容易針對事物或是活動進行規劃組織 - 會遺忘一些需要的物品 - 在日常活動中比較健忘 - 注意力持續時間較短，較容易分心 - 不容易處理較具結構性的學校功課 - 難以完成繁瑣或需要花時間的任務 | - 沒辦法好好坐著 - 在座位上坐立不安、動來動去 - 會在不適當的時間點離開座位 - 從事具風險性的事物，不太考慮後果 - 時常處於活躍狀態、精力充沛、停不下來 - 說話的頻率及時間會比其他人要多 - 問題未說完就搶著說答案 - 不容易輪流等候 - 在對話中常常插嘴或是打斷別人說話 |

注意力不足過動症的常見情形有不專心、過動（在成人則會以不安來表現）、破壞行為及衝動。在人際關係及學業上都容易出現問題，不過其症狀不容易定義，因為很難介定一般情形下的不專心、過動及衝動會到什麼程度，到什麼情形下才需要介入治療。
依照《精神疾病診斷與統計手冊》（DSM）第五版（DSM-5）的定義，注意力不足過動症的症狀需出現超過六個月，或是其情形要比同年齡的要明顯很多，而且其症狀已造成至少二個情境（例如社交、學校/工作、家庭）的問題，這些條件需在12歲以前就出現，若是17歲以下者，在專注力失調或是過動/衝動上的症狀，至少需要有六項符合，17歲以上者則需要至少五項符合。

### 子類型
注意力不足過動症可分為三個子類型:
- ADHD注意力不足為主型（英语：Attention deficit hyperactivity disorder predominantly inattentive）（ADHD-PI或ADHD-I）
- ADHD過動為主型（ADHD-PH或ADHD-HI）
- 混合型（ADHD-C）

若是以注意力不足（專注力失調）為主的兒童或青少年，會有以下大部份甚至全部的症狀，且非由其他醫學疾病或藥物直接造成：
- 容易分心、粗心、忘記事情、且經常從一件事情切換至另一件事情。
- 很難持續專注在同一件事情上。
- 除非進行自身有興趣的事務，不然進行幾分鐘後就覺得無聊。
- 難以對組織（規劃）事情、完成一個任務保持專注。
- 很難完成回家作業，或是如期繳交，常會遺失一些要完成作業或是其他活動需要的東西（例如鉛筆、玩具、作業等）*
- 當別人在和患者說話時，似乎沒有在聽對方說話。
- 作白日夢、很感到困惑、動作緩慢。
- 不容易像其他非注意力不足過動症患者一樣，快速且準確的處理資訊。
- 難以遵從指示
- 不容易認知細節，常忽略細節。

若是以過動為主的兒童或青少年，會有以下大部份甚至全部的症狀且非由其他醫學疾病或藥物直接造成：
- 常常煩躁及坐立不安
- 不停地講話
- 四處東奔西跑、碰觸或玩弄視野內的任一或每一個物體。
- 難以在上課時間、吃飯時間、做功課的時間乖乖坐好。
- 不停的動來動去。
- 不容易進行安靜的活動或是工作。
- 沒有耐心
- 脫口說出不恰當的話語、毫無掩飾地流露內心的想法，且行事不顧後果。
- 難耐在遊戲中因輪流所產生的等待時間。
- 經常打斷他人的對話或活動。

若注意力不足過動症患者的症狀符合上述二類，則屬於合併型的注意力不足過動症。
ADHD的女性比較不會有過動及衝動的症狀，比較會有注意力不集中及分心的症狀。注意力不足過動症中有關過動的症狀，可能會隨著年齡增長而漸漸消退，而轉變為青少年及成人階段的「內在不安寧」。
注意力不足過動症的兒童、青少年及成年比較容易有社交技巧上的問題，例如社交互動、發展友誼及建立友誼。有半數的注意力不足過動症患者曾受到同儕社會排斥的情形，而沒有注意力不足過動症的人被社會排斥的比例約為10%至15%。患有注意力不足過動症的人比較不容易處理口語及非語言的訊息，比較容易在社交互動上有負面的影響，也比較容易在對話時離題、忽略到一些社交的資訊、也比較不容易學習社交技能。
注意力不足過動症的兒童比較常有不容易控制情緒的問題，其寫字能力也比較弱，在語言、說話及運動上的發展都比較晚。雖然注意力不足過動症會造成許多的不便，不過若注意力不足過動症的兒童針對有興趣的主題及事物，其專注力持續時間和其他兒童相當，甚至比其他兒童要好。

### 可能有關的疾病
在注意力不足過動症患者中，大約會有三分之二的機率會伴隨其他的疾病或特徵。常見的共病或特徵如下：
- 癫痫[55]
- 妥瑞症[55]
- 自閉症光譜（ASD）：此疾病會影響社交技巧、溝通能力，也會出現固定興趣和重複行為[55]。
- 在注意力不足過動症患者中，較常出現有焦虑症的情形[56]。
- 間歇性暴怒症[12]
- 在注意力不足過動症的兒童中，有20%至30%有學習障礙的情形。學習障礙可能包括發展障礙、語言障礙以及學習技巧的障礙[57]。注意力不足過動症本身不是一種學習障礙，不過常常會造成其他學業上的困難[57]。
- 强迫症（OCD）常和注意力不足過動症一起出現，其中也有許多相同的特徵[58]。
- 智能障礙[12]
- 反應性依附疾患（英语：Reactive attachment disorder）[12]
- 物質使用疾患。注意力不足過動症的兒童及成人在物質濫用上的風險較高[23]。最常見的是酒或是大麻[23]。物質使用疾患的原因可能和注意力不足過動症造成的大腦回饋酬賞迴路（英语：reward pathway）改變有關[23]。若注意力不足過動症和物質使用疾患一起出現，這會讓注意力不足過動症的評估及治療更加困難。如果ADHD合併「嚴重的」物質濫用問題，基於往後衍生的風險大小之考量，會優先治療物質濫用問題[59][60]。
- 睡眠障碍常和ADHD一起出現。這也可能是治療ADHD的副作用。對於注意力不足過動症的兒童而言，失眠是最常見的睡眠障碍，一般會用行為療法來進行治療[61][62]。 ADHD患者常伴隨著不容易入睡的問題，而他們也會睡的比較熟，因此早上不容易起床[63]，有時會針對不容易入睡的兒童用褪黑素治療[64]。
- ADHD的患者約有50%有對立反抗症（ODD），有20%有行為規範障礙（CD）[65]，其特性是反社會的行為，例如心態固執、有攻擊性、常常鬧脾氣（英语：temper tantrums）、說謊和偷竊等[58]。若有對立反抗症或行為規範障礙的ADHD患者，長大成人後出現反社会人格障碍的機率約有一半[66]。根據腦部造影，可確認ADHD和行為規範障礙是兩種不同的疾病[67]。
- 有關注意力的原發型疾病，其症狀是注意力不佳，不容易專注，也不容易維持清醒。這類兒童常會坐立不安、打呵欠及伸展身體，這些動作看似過動，但其實是為了讓自己維持警覺以及有活力的狀態[68]。
- 遲緩的認知速率（英语：Sluggish cognitive tempo）（SCT）是許多症狀的總稱，其中不少症狀可能也包括了注意力不足的問題。在ADHD的個案中，不論其子類型如何，有30%至50%符合這些症狀[69]。
- 刻板的慣性動作症（英语：Stereotypic movement disorder）[12]
- 情感障礙（特別是躁鬱症及重度抑郁症）。診斷患有混合子類型ADHD的男孩較容易有情感障礙[56]。有ADHD的成人有時也會有躁鬱症，需要很仔細的評估來診斷及治療這兩種疾病[70]。
- 注意力不足過動症的患者較常有不寧腿綜合症，一般是因為缺鐵性貧血所造成[71][72]。不過不寧腿綜合症也可能是注意力不足過動症症狀的一部份，因此需要進行詳細的診斷，區分不寧腿綜合症和注意力不足過動症[73]。
- 注意力不足過動症的患者出現夜遺尿的風險較高[74]。

有一個2016年的系統回顧發現注意力不足過動症和肥胖、哮喘及睡眠障礙有有著直接的關聯，和乳糜泻和偏頭痛也有一些關係。不過同一年的另一篇系統回顧認為注意力不足過動症和乳糜泻沒有明確關係。

### 智力
有研究發現患有注意力不足過動症的人其智商（IQ）測試的結果會比沒有注意力不足過動症的人要低，不過有關此研究結果的重要性，目前仍有爭議，因為很難區分影響是因為ADHD的症狀（例如分心）所造成還是ADHD本身對於智力有影響。
有一份成人ADHD的研究指出有關ADHD患者在智力上的差異，沒有統計上的意義，也可以用其他相關的疾病來解釋。
有一份最新的研究報告指出，智能障礙的病患罹患ADHD的機率相比其他人較為提高；而若親屬中有人為智能障礙者的話，家族中其他成員罹患ADHD的機率（相比於親屬中沒有智能障礙者）也較高。根據擬和模型的分析，造成這種情況的原因有91%的可能性與基因有關。

## 診斷
注意力不足過動症的診斷是根據患者的行為和心理發展的評鑑並且排除毒品、藥物的影響、或其他生理或心理的可能造成類似ADHD症狀的因素而成。診斷過程通常會將個案的父母意見及師長意見列入考量。大多數的診斷都是因為個案的教師首先對於孩子的健康提出關切，經轉介後而成。注意力不足過動症的症狀可能會被認為是人類個性光譜的極端或是其中一環而已。
對於ADHD的藥物反應結果，無法就此確認診斷或排除診斷。迄今為止ADHD與非ADHD病患腦部構造的差異方面，學界尚未達成一致結論，因此腦部造影只被用於對於複雜的人腦進一步的研究，尚未能應用於診斷ADHD。使用量化腦波 (QEEG) 診斷ADHD是學界中正在研究的領域之一，然而迄今為止，腦波經過量化後的數值與ADHD之間的關係仍然不明。
注意力不足過動症又可細分為以下三種類型：注意力不足（專注力失調）為主型、過動-衝動為主型、或注意力不足（專注力失調）且過動-衝動的混合型。過動，即為「過度」活躍。過度兩字意味著活躍的程度已經對生活造成不良的影響。即便個案並無上述注意力不足過動症的所有特徵，他仍有可能是ADHD患者，有無全部特徵牽涉到是否有其他共病存在且治療的主要目的在於協助患者避免缺點並發揚優點。成人及兒童青少年的注意力不足過動症的診斷依據《精神疾病診斷與統計手冊》的標準、患者的歷史經歷（個案史）、門診病人的主訴、症狀學、發展史、家族史、共病、生理評估、心理測驗（例如：工作記憶、執行功能：計畫與決策等、視覺記憶、空間記憶、理智等等）及各種醫師評估後認為需要進一步的檢查等。
ADHD隸屬於神經發育所致之精神疾患。
除此之外，ADHD也隸屬於紊亂行為症候群，同樣隸屬於紊亂行為症候群的心理疾病有：對立反抗症、品行障碍、和反社会人格障碍。ADHD的診斷並不暗指任何一個神經系統疾病。
醫師在診斷過程中必須衡量個案的焦慮、憂鬱程度、及對立反抗症、品行障碍、及學習和語言障礙。其他需要考量的問題包括：其他神經發育障礙、抽动综合症、和睡眠呼吸暂停。
自我評量表，例如：ADHD 評量表和Vanderbilt ADHD診斷評量表會在診斷和評估ADHD的過程中使用。

## 病因學

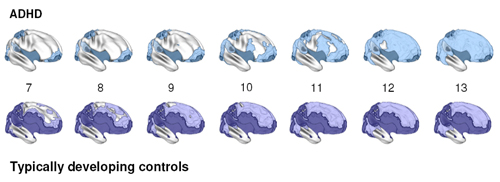
ADHD患者的腦部與非ADHD患者（Typically developing controls）的腦部造影顯示的大腦發育成熟度的差異。

迄今為止，注意力不足過動症是兒童精神病學，獲得最多且最深入研究的領域，然而絕大多數ADHD的確切成因目前並沒有定論，最有可能是基因、環境和社會等因素交互作用導致。
有些個案的成因可能與腦部的疾病感染和腦部創傷有關。根據研究統計，注意力不足過動症具有相當高的遺傳率。除了基因外，一些環境及社會因子也可能是注意力不足過動症的致病因素。

### 基因遺傳
双生子研究指出此疾病常常是遺傳得來的，佔了所有案例的75%。若一兒童的兄弟姊妹中有患有ADHD，其自己身罹患ADHD的機率，是兄弟姊妹都沒有ADHD的兒童的三至四倍。一般也認為基因因素會決定ADHD的症狀是否會持續到成年。
一般來說，ADHD和許多基因有關，特別是和會影響多巴胺神經傳導的基因有關。和多巴胺有關的有多巴胺轉運體（DAT）、多巴胺受体D4（DRD4）、多巴胺受体D5、痕量胺相關受體1、單胺氧化酶A、儿茶酚-O-甲基转移酶（COMT）及多巴胺β羟化酶（DBH），其他和ADHD有關的有血清素轉運體（SERT）、HTR1B、SNAP25、GRIN2A、ADRA2A、TPH2及脑源性神经营养因子（BDNF）。有一種常見的Latrophilin 3基因變異，估計造成9%的ADHD，若有這種變異時，會對興奮劑藥物格外有反應。DRD4 7R變體基因會增強多巴胺造成的抑制作用，也和ADHD有關。DRD4受體是G蛋白偶联受体，會抑制腺苷酸环化酶。DRD4-7R變異會造成許多行為上的表型，包括反映了注意力分散的ADHD症狀。
演化也可能是造成ADHD高比率的原因，特別是男性過動以及衝動的傾向，有人曾提出假說，認為女性比較容易被會冒險的男性所吸引，因此增加了基因庫中愛好衝動及冒險的基因的比率。其他人則認為這種傾向有助於男性面對有壓力或是危險的環境（例如更有衝勁，從事探索行為）。在特定情境下，ADHD傾向雖然對個體是有害的，但是對群體是有益的。ADHD雖然對個體可能不利，但其高比例以及異質性也有利於群體的生殖健康，並且可以增加基因庫的多樣性，對群體有益。在特定環境下，ADHD也可能對個體有利，例如對捕食者的反應更快，以及較好的狩獵技巧等。
患有唐氏综合征的人比較容易患有ADHD。

### 環境因素
除了基因外，一些環境因子也可能是注意力不足過動症的致病因素。例如：在懷孕期間攝取酒精可能導致胎兒酒精譜系障礙，可能包括了注意力不足過動症，或是有類似症狀。暴露在特定有毒物質，例如：鉛或多氯聯苯等，可能會產生類似注意力不足過動症的中毒症狀。暴露在磷酸酯的殺蟲劑毒死蜱及烷基磷酸酯中，也可能會增加患病的風險，不過此一論點尚未受到廣泛認可。在懷孕過程中吸菸，將不利於胚胎的腦部神經發育，並將增加罹患注意力不足過動症的機率。
新生兒極度早產、体重過輕、極端疏於照料、遭受凌虐、缺乏社會的互動也會增加ADHD的風險。母親在懷孕期間、兒童在出生時或成長初期遭受一些疾病的感染都可能提高致病率（例如麻疹、, 帶狀皰疹、脑炎、風疹、EV71等）。長時間於妊娠期間使用對乙醯胺酚與孩子出生後帶有ADHD，有統計上的相關性。創傷性腦損傷的兒童中，後來至少有30%有ADHD的症狀，其中約有5%是因為腦部損傷。
一些研究發現，人工食用色素或防腐劑可能與少部分兒童出現類似ADHD的症狀，或者是與ADHD的流行率增加有關，但是這些研究的證據力薄弱，而且可能只適用於有食物敏感的孩子。英国及欧洲联盟已針對這些疑慮發布相關食品管理措施。對於某些食物的食物過敏或食物不耐症，可能會惡化少數孩子既有的ADHD症狀。

截至2018年11月，研究並不支持注意力不足過動症是因為攝取過多的精緻糖、看太多電視、教養方式、貧窮或家庭吵吵鬧鬧所造成，不過這些可能會讓一些注意力不足過動症的症狀更加惡化。

### 社會
有些情形下，ADHD的患者不是其自身的問題，而是反映了家庭機能不全或是教育系統的不足。也有一種情形，診斷出ADHD表示其他人對其課業期待的增加，因為在一些國家，診斷是一種讓家長取得更多對小孩經濟及教育支持的方式。一般有經歷過暴力或是情感虐待的兒童比較容易出現ADHD的行為。
ADHD的社會建構理論認為評斷正常及異常的標準是社會建構的（是由社會中的所有人建立並且使其有效的，特別是医生、病患、家長、教師等），然後再主觀的評估及判斷要使用哪一種準則，以及有多少人會因此受到影響。他們認為這是依DSM-IV標準診斷到的ADHD人數會是由ICD-10標準所診斷人數三至四倍的原因。湯瑪士·薩斯是ADHD社會建構理論的支持者，他認為ADHD是「發明出來的，之後取了這個名字」。
班上裡年齡最小的兒童比較容易診斷為ADHD，原因可能是他們的發展本來就比其他年齡略長幾個月到一年的同學要晚一些，在許多國家都有出現這種情形，他們使用ADHD藥物的比例也是其他同學的兩倍左右。

### 成年人群的童趣敏感性
研究表明，自闭症成年人普遍存在多感官反应差异，包括视觉、听觉和触觉的过度敏感或迟钝，这些感官处理差异可严重影响其心理健康和社会参与Sperl, M. . Journal of Autism and Developmental Disorders. 2022, 52: 4253–4267. doi:10.1007/s10803-021-04947-6. Sensory reactivity differences … were present across multiple domains and included hyper‑ and hypo‑reactivity, which impacted mental health and participation:contentReference[oaicite:0]{index=0 已忽略未知参数|lang=（建议使用|language=） (帮助)}。有研究访问自闭症、ADHD 及阅读障碍者发现，他们在室内公共空间往往遭遇刺鼻气味、强光和噪音等“感官噩梦”，缺乏适当的感官调节设施导致社会隔离，而自然户外环境更易提供支持Pineo, H. . Buildings. 2024, 14: 67. doi:10.3390/buildings14030067. Participants emphasised that indoor environments… were sensory nightmares due to bright lights, loud sounds and other factors, whereas natural outdoor settings were perceived as more supportive:contentReference[oaicite:1]{index=1}:contentReference[oaicite:2]{index=2 已忽略未知参数|lang=（建议使用|language=） (帮助)}。
这种感官差异会使主题公园和游乐场的过度刺激更难忍受。一份硕士论文指出，普通主题公园的声光与拥挤环境容易让自闭症儿童及其家人产生过负荷，建议在园区设置安静的休憩区与感官友好设施供游客“喘息”Leffel, Lindsey.  (学位论文). University of Central Florida. 2022. Typical theme park environments can be over‑stimulating; purpose‑built rest and play spaces are proposed to provide refuge for autistic children and their families:contentReference[oaicite:3]{index=3 已忽略未知参数|lang=（建议使用|language=） (帮助)}。这些设计原则同样适用于成人神经多样人群。
在兴趣领域方面，自闭症成人常拥有“特殊兴趣”，即对特定主题的高度专注和热情，可作为情绪调节和社会联系的来源. Simply Psychology. 2023-07-12. Special interests provide autistic individuals with joy, purpose, excitement, stress relief, relaxation and social connection:contentReference[oaicite:4]{index=4 已忽略未知参数|lang=（建议使用|language=） (帮助)}；而ADHD成年人则可能出现“超专注”现象，即长时间沉浸于某项活动而忽略其他事务. Verywell Mind. 2024-02-05. Individuals with ADHD or autism may experience hyperfixation, in which they feel totally immersed for hours, tuning out the world:contentReference[oaicite:5]{index=5 已忽略未知参数|lang=（建议使用|language=） (帮助)}。一项针对成年自闭症者的调查显示，约三分之二受访者拥有特殊兴趣（如计算机、音乐、自然等），这种兴趣可提升主观幸福感和休闲满意度:contentReference[oaicite:6]{index=6}。然而过度沉浸可能会影响日常功能，故需要在兴趣追求与生活责任之间取得平衡Whelan, R. . Autism. 2023, 27: 835–847. doi:10.1177/13623613221144624. Having one or more special interests was positively associated with subjective wellbeing and leisure satisfaction, although very high intensity engagement was negatively related to wellbeing:contentReference[oaicite:7]{index=7 已忽略未知参数|lang=（建议使用|language=） (帮助)}。
总之，成年自闭症和ADHD人群的“童趣轴”并非简单的幼稚化倾向，而是与感官处理差异、情绪调节及神经发展特征有关，需要社会环境和设计的适应与支持。

## 病理生理學

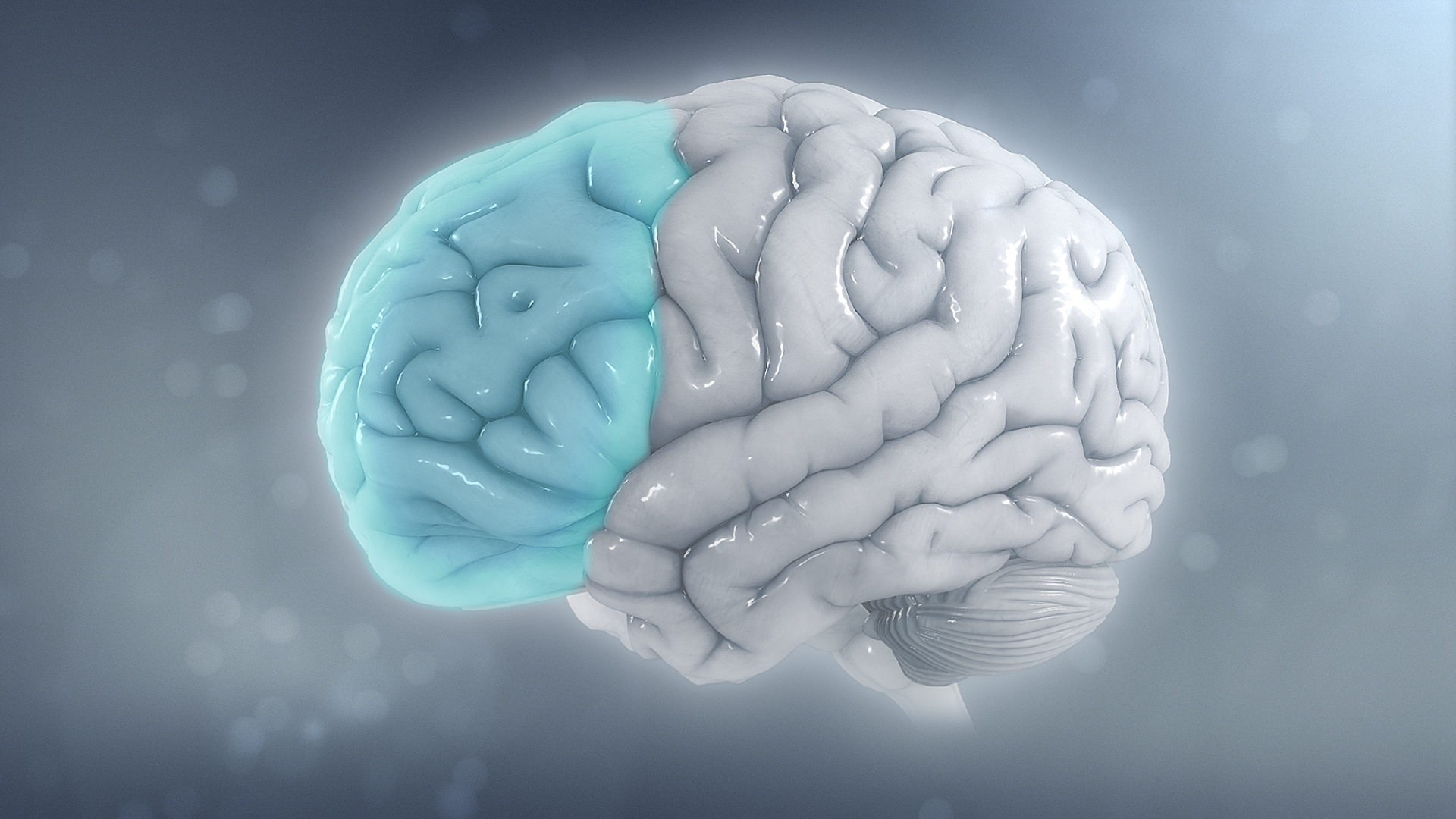
ADHD的左前額葉通常與控制組（非ADHD患者）顯著不同。

注意力不足過動症被認為是肇因於部分腦內的神經傳導物質系統的損傷（特別是與多巴胺和正腎上腺素有關的神經傳導系統），進而對患者的腦部執行功能產生不良的影響。多巴胺與正腎上腺素的腦內神經傳導物質通道系統大多起源自腦內的腹側被蓋區和藍斑核，並由此投射至不同的腦區且管理許多認知的流程（與認知功能相關的處理流程）。特別是那些投射至前額葉和紋狀體的腦內多巴胺神經傳導通道系統和腦內正腎上腺素通道系統/藍斑核系統。它們主要的工作就是負責調節執行功能（認知和行為的功能與管理）、動機、 酬賞/報償的感受能力、和運動神經的功能。以上是目前已知在注意力不足過動症的病理生理學中扮演主要角色的幾條腦內神經傳導物質通道系統。也已經有人提議強化對於注意力不足過動症更全面的概觀以及更多可能與之相關的腦內神經傳導物質通道系統之探究。
而研究也發現，注意力不足過動症是由一種發生於腦前額葉的遺傳性的多巴胺新陳代謝失常引致。更近期的研究認為正腎上腺素的新陳代謝亦會對病情有所影響 

。
截至2019年8月底，已知ADHD也與 血清素傳導系統（5hydroxytryptamine [5-HT]）、 乙酰胆碱傳導系統（ACH）、鴉片類傳導系統、和谷氨酸傳導系統（GLU）的失調有關。

## 治療
注意力不足過動症的治療方式包括心理治療、行為治療及藥物，也有可能是用幾種方式一起進行。治療對病症會有長期的改善，但是無法完全根除病症的影響。藥物包括有興奮劑、阿托莫西汀、腎上腺素受體α2拮抗劑，有時也會包括抗抑鬱藥物。若時無法專注在長期獎勵上的人，有許多的正增强方式可以提昇其工作表現。ADHD藥物中的興奮劑也可以提昇患者的毅力及工作表現。

### 行為治療
有關行為治療在ADHD上的應用，有許多良好的實證，若是針對學齡前，或是症狀輕微的病患，一般會建議用行為治療為第一線的療法。心理療法包括有心理教育、行為治療、认知行为疗法（CBT）、人際取向心理治療、家庭治療、學校介入、社交技巧訓練、行為方面的同儕介入、機構培訓、父母管理訓練。父母管理訓練可以改善包括反對行為以及不合常規行為在內的一些行為問題。心理療法也包括神經反饋訓練，目前還不清楚是否有效。
有關家庭治療的效果，目前還很少足夠品質的證據可以佐證。目前證據認為家庭治療的效果類似群體照顧（community care），效果比安慰劑要好。有許多注意力不足過動症支持組織可以提供相關資訊，並且協助家庭適應ADHD的情形。
有關社交技巧的訓練、行為調整以及藥物的對病患的好處可能有限。要減少後續心理及精神問題（例如重度抑郁症、犯罪、學校學習失敗、物質使用疾患）的主要因素是和沒有從事偏差行為的人建立友誼。
規律的體能鍛煉，特別是有氧运动，對於患有ADHD的兒童及成人而言也是有效的附加療法，特別是配合興奮劑藥物治療時更是如此，不過針對改善症狀，最理想的運動種類及強度還不清楚。長期規律有氧運動對ADHD患者的好處是提昇行為及運動能力、提昇管控功能（包括專注、抑制控制、計劃等）、較快的資訊處理速度，記憶力也會比較好。家長及教師針對ADHD兒童規律有氧运动對行為及以社交-情緒上的改善有：全身整體機能較佳、減少ADHD症狀、自尊感較好、減少焦慮及抑鬱的程度、較少身體症狀、課業成績及教室行為較佳，社交行為也有改善。若在有使用興奮劑治療時進行運動，會增加興奮劑藥物對執行功能的影響，一般認為運動的短期效果是因為運動時大腦突触多巴胺和去甲腎上腺素濃度的增加所造成。

### 藥物
針對注意力不足過動症，可以用中樞神經刺激劑（也稱為兴奋剂）藥物進行治療
，對於症狀至少會有一些效果，短期而言，約有80%會有效果。家長及教師反應哌甲酯比較可以改善其症狀，中樞神經刺激劑也可以減少ADHD兒童意外事故的風險。針對ADHD的中樞神經刺激劑藥物除了哌甲酯外，還有苯丙胺、甲基苯丙胺等。
針對ADHD的非中樞神經刺激劑藥物有許多種，包括阿托莫西汀、安非他酮、胍法辛及可乐定，這些可以作為主要藥物治療，或是配合中樞神經刺激劑藥物一起使用。目前有關各藥物之間的比較，還沒有說服力足夠的研究結果可以佐證，不過在副作用上似乎差不多。中樞神經刺激劑藥物比較可以提昇課業表現，阿托莫西汀則無此效果。阿托莫西汀比較不會有成癮問題，因此若有娛樂性藥物或是強迫性藥物使用風險的人，比較建議使用阿托莫西汀。有關藥物對社交行為上的影響，目前的資料也還不充份。截至2015年6月年，還沒有完全確定ADHD藥物的長期影響。核磁共振成像 研究推測長期用苯丙胺或哌甲酯治療，會減少因為ADHD造成的大腦功能及結構異常。2018年的文獻回顧發現若考慮短期效果，哌甲酯對兒童最有效，苯丙胺對成人最有效。
什麼情形要用胍法辛治療會依國家而不同，英國國家健康照護專業組織（NICE）針對成人是第一線藥物，若針對兒童，只建議在病情嚴重時才使用，而大部份美國的醫學指南會建議可以針對各年齡層使用。針對學齡前的兒童，一般不建議用藥物治療。若治療用的中樞神經刺激劑劑量不足，可能會有沒有藥效的情形，這尤其常出現在青少年及成人身上，因為核可的劑量是針對學齡兒童的，因此有些醫療人員會依體重或是依其他因素給藥。
一般而言，在正常治療劑量的哌甲酯及中樞神經刺激劑是安全的，不過有其副作用以及禁忌症。若哌甲酯給兒童及青少年使用，有研究發現這和一些嚴重或不嚴重的有害副作用有關，不過證據品質還不充份。若針對兒童開立這類藥物，需仔細的監測兒童的情形。若ADHD的中樞神經刺激劑嚴重過量，可能會和興奮性精神病或是狂躁的症狀。若是治療用的劑量，出現類似情形的機率非常低，只有0.1%，會在開始用中樞神經刺激劑藥物治療後的前幾週出現，若也使用抗精神病药，可以有效緩解急性苯丙胺精神病的症狀，若長期治療，需要定期的監測。興奮劑的藥物治療需要定期停藥，評估是否還需要用藥、減少發育遲緩的情形，並且減低抗藥性。若是長期使用超過ADHD治療劑量的興奮劑藥物濫用，一般會和成瘾及物質依賴有關。不過未治療的ADHD，會提高物質濫用以及行為規範障礙的風險。興奮劑藥物的使用，可能可以降低風險，但也有可能沒有此效果。還不清楚懷孕時服用這些藥物是否安全。

### 飲食
飲食的調整可能對少部份的ADHD兒童有幫助。一份2013年的統合分析針對有ADHD症狀，而且有補充游離脂肪酸或是減少食用有人工色素食品的兒童的相關研究發現，只有不到三分之一的兒童在症狀上有改善。這方面的助益有可能只是對有食物敏感的兒童有幫助，也有可能是因為這些兒童同時也在接受ADHD的治療。這些文獻也指出目前已有的證據無法支持減少食用特定食物來治療ADHD的療法。2014年發表的文獻也發現排除飲食在治療ADHD上的成效有限。另一篇2016年文獻回顧指出，根據研究結果，「無麩質飲食在未來成為ADHD的標準療法」之機率是微乎其微。
2017的文獻回顧指出有一些排除飲食的方式對於非常小，無法用藥的幼童，以及對藥物沒有反應的患者可能有用，不過不鼓勵用補充游離脂肪酸或是減少食用有人工色素食品作為ADHD的正規治療方式。長期鐵、鎂及碘等礦物質的不足可能可以讓ADHD的症狀加劇，也有少數證據指出組織內锌含量過低和ADHD有關。不過除非證實有鋅不足的情形（目前多半是開發中國家才會有鋅不足的情形），一般不建議用鋅補充劑治療。不過若鋅礦物質和苯丙胺類藥物同時使用的話，可以減低苯丙胺藥物的最小有效劑量，也就是可以服用較少的藥物而達到相同的效果。另有證據指出Ω-3脂肪酸對於病情會有些許的改善，不過不建議取代醫學治療。

## 流行病學

注意力不足過動症各子類型的比例分布（紫色為混合型；藍色為注意力缺陷為主型；粉紅色為過動—衝動為主型）

注意力不足過動症是童年階段最常見的發育疾患。根據2015年發表的研究，依照DSM-III, DSM-III-R及DSM-IV的標準，國際ADHD流行率中位數，兒童為6-8%。若使用ICD-10的標準，同年齡兒童的流行率則為1–2%
。
美國的成人注意力不足過動症的流行率為4-5%。根據《找回專注力：成人ADHD全方位自助手冊》，成人ADHD在台灣的流行率推估為3-4%:24-25。ADHD是全球性的。世界各地ADHD流行率的差異主要是因為世界各地使用的ADHD診斷方法不同。若使用相同的診斷方法，則世界各地所得出的ADHD流行率將介於伯仲之間。
在亞洲，台灣、日本、韓國、越南、中國大陸、港澳等地的未成年之ADHD流行率均介於6-8%之間。
英國和美國的ADHD診斷率和治療率自1970年代起逐年增加至今。學界的共識認為這個現象是因為診斷方法的變遷以及人們逐漸願意利用藥物來治療ADHD所致，並非ADHD的流行率真的增加了。
學界共識認為，2013年起，DSM的版本從DSM 4TR 推進到 DSM 5 會使得ADHD的診斷數增加（特別是成人注意力不足過動症的診斷數）
。

## 歷史

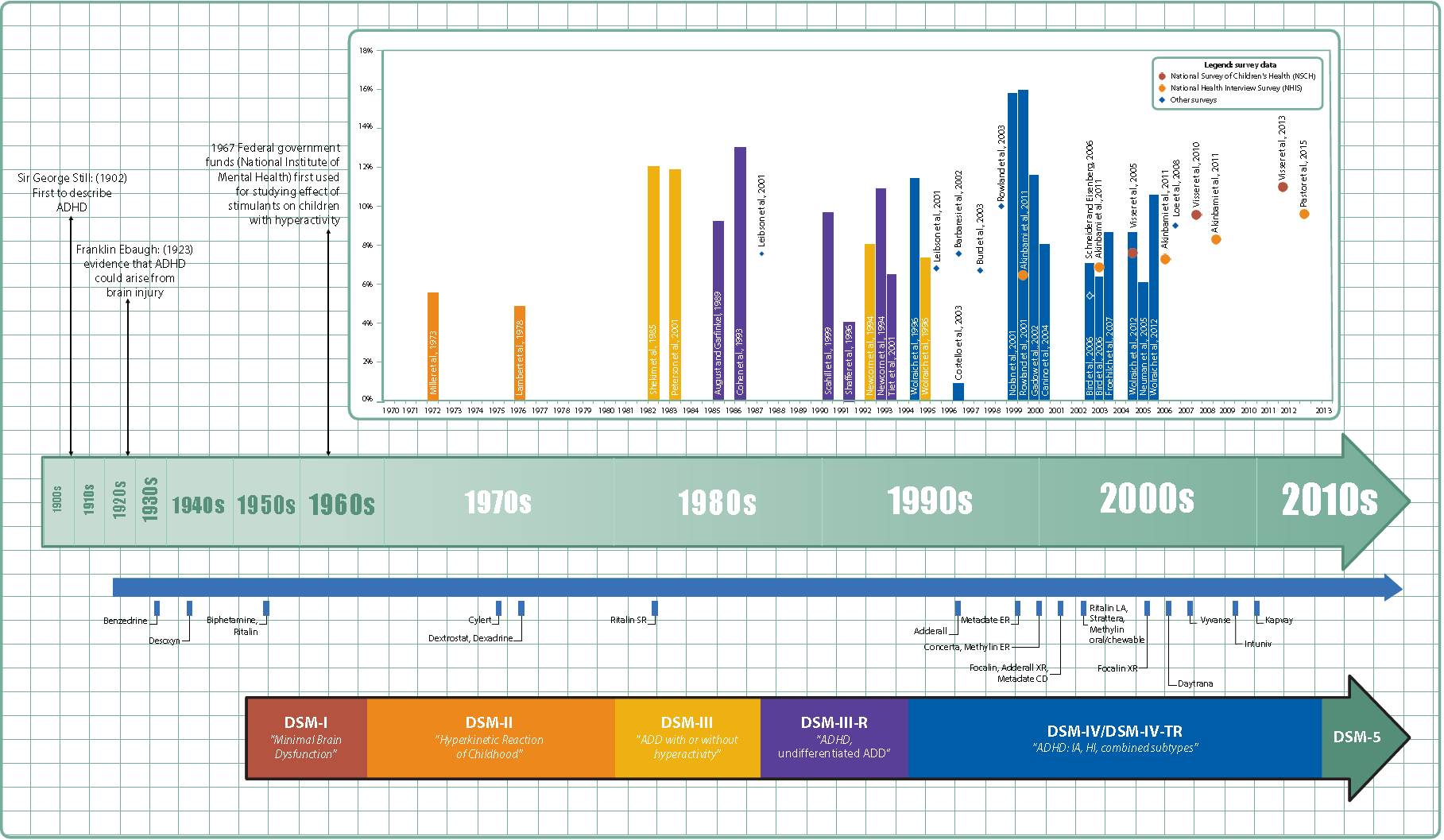
關於ADHD治療、診斷標準及流行率的時間軸

1798年時蘇格蘭醫師亞歷山大·克里奇頓在其著作《對精神紊亂的性質和起源的探究》（An inquiry into the nature and origin of mental derangement）中提到了精神不安，1902年，英國兒科醫生George Still首次描述一項與注意力不足過動症近似的病徵。
不同的時期，描述注意力不足過動症的名詞也有所不同：在1952年的DSM-I稱為微細腦功能失常，在1968年的DSM-II則稱為兒童活动亢进，在1980年的DSM-III稱為注意力不足症（可能伴隨過動，也可能沒有）英文為 attention-deficit disorder (ADD) with or without hyperactivity，在1987年的DSM-III-R更名為注意力不足過動症，在1994年的DSM-IV將注意力不足過動症分為注意力散渙主導型、活動量過多型以及混合型，在2013年的DSM-5仍延用此一分類。其他的名詞有在1930年代使用的微細腦創傷，但因為不少病童都沒有發覺有受過任何創傷，因此後來改名為微細腦功能失常。
1937年時，神經刺激劑開始用在注意力不足過動症的治療。1934年時美國許可將安非他命用在注意力不足過動症治療，是美國第一個許可的苯丙胺類藥物，1950年代開始使用哌甲酯（商品名稱為利他能），1970年代則開始使用对映异构的右旋苯丙胺。

## 預後
孩童的ADHD有30–50%的機率持續到其成人時期，那些持續被ADHD影響的成人可能會在成長過程中發展出一些技巧彌補部分ADHD的症狀。帶有ADHD的兒童與青少年相較於不帶有ADHD的兒童與青少年，有較高的風險發生意外受傷等事故。
ADHD藥物能改善（非治癒）患者在生活中許多方面的功能性損傷（functional impairment ；可理解為應對能力的損傷）和生活品質（例如：發生意外事故的風險）。但是ADHD患者的學習障礙和執行功能缺損（例如時間管理、生活秩序以及組織能力）等症狀，即便在服用ADHD藥物後，這些症狀的改善程度極其有限或幾乎沒有效果。
考科藍協作組織於2015年發表的系統性文獻回顧指出，雖然中樞神經刺激劑不會令服用者產生嚴重的副作用，但他們較常出現失眠、食慾不振等較為輕微、影響較輕的副作用，並衍生出長期預後的不確定因素，因此未來的研究重點將會聚焦於探討解決前述的副作用的方法。與此同時，未來亦需要深入地研究「非藥物治療方式」以及可能的「非藥物治療方式」之隨機對照試驗。
迄今為止，對於ADHD的長期追蹤調查主要都是小規模的，代表性有限。唯一規模較大也較具有代表性的美國衛生及公共服務部MTA（多模式治療）研究發現，那些曾在1990年代參加MTA的兒童ADHD，六到八年後進入青春期，他們在許多方面的應對能力，取決於他們小時候治療前呈現的症狀、共病、疾病的嚴重度以及治療後對於MTA四種治療模式的任意一種模式的契合度高低等因素。
當MTA追蹤這些受試者長達十六年，直到受試者的平均年齡到達25歲的時候，發現這些患者生活中各領域的應對能力取決於ADHD的症狀是否持續到成年、ADHD的症狀嚴重度、和共病等因素。

## 社會與文化

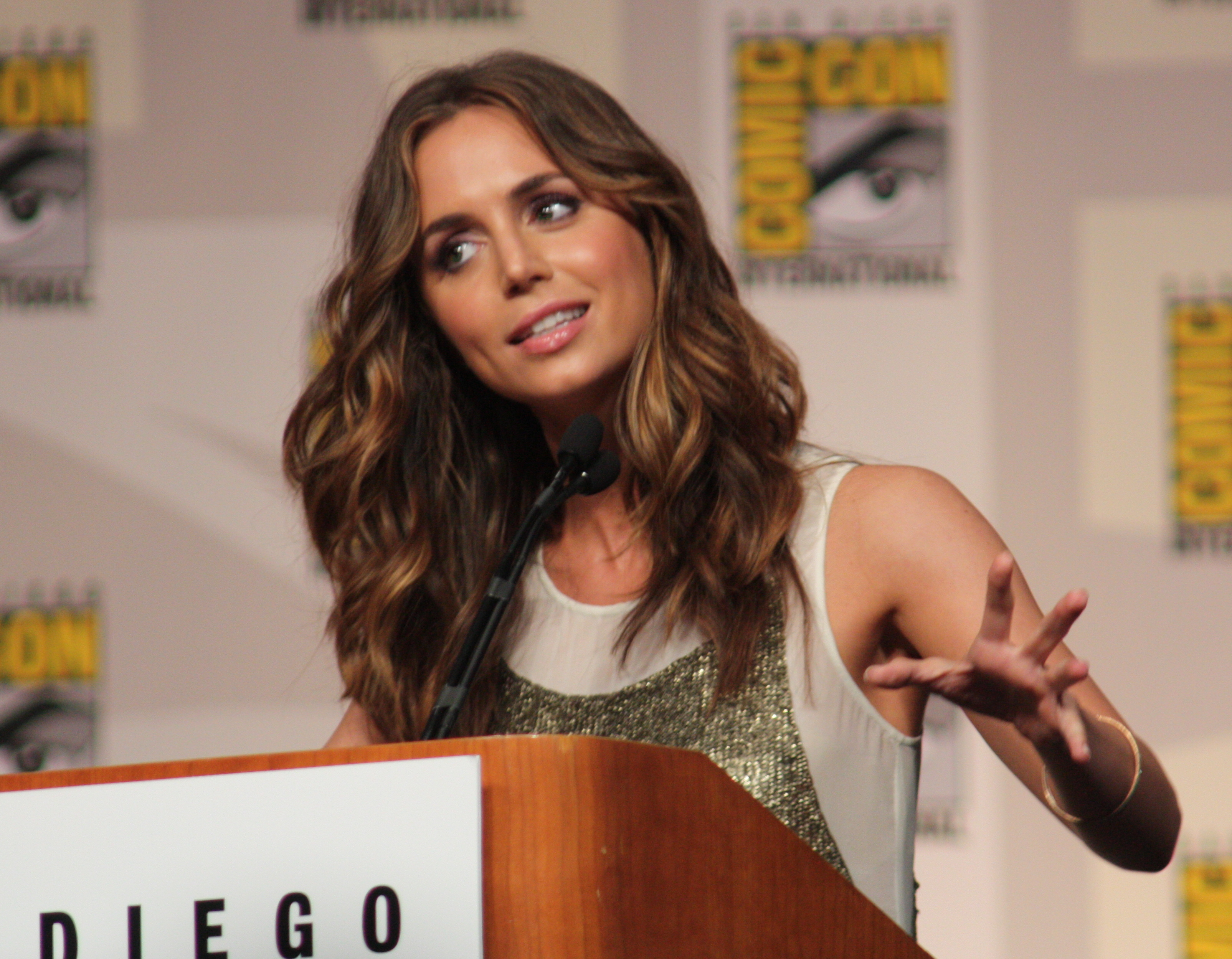
美國電影電視演員伊丽莎·杜什库鼓勵大眾認識ADHD

注意力不足過動症患者常被錯誤認為「只是懶惰或缺乏意志力」、「診斷只不過是用來為患者們的問題找藉口罷了」等。有ADHD患童因長期遭到霸凌，於獨處時結束生命。台灣醫師的研究發現，在台灣，注意力不足過動症患者具有顯著較高的「因傷致死」機率，起因來自：自殺、意外和謀殺。
一些家庭對過度活躍症認識不深，不了解、誤解為弱智、低能，大部份會選擇以暴易暴的方法解決問題。有些會選擇送去智能庇護所，因為專業人員不懂得審查過度活躍症與智障無關，患者會被送去孤兒院、保良局及兒童之家。
許多國家或地區都程度不等的在「精神醫療及心理衛生」方面遭遇資源不足以面對現實所需的情況。以美國為例，美國精神醫療環境即便先進且持續進步中，然而注意力不足過動症患者接受行為治療的比例仍被當地學者專家認為仍然太低。
2017年美國政府撥出一億美金用於支持兒童與青少年常見精神疾病的研究：如何提供自閉症者更好的治療、其他兒童心理精神疾病（包括ADHD在內）的病理學及生理學等。

### 治療方式的爭議
自1970年代開始，注意力不足過動症疾病本身、其診斷及醫療在歐美就已經是有爭議性的議題。爭議和臨床醫師、教師、政策訂定者、家長及媒體有關。世界衛生組織也認可治療ADHD兒童時，先進行非藥物治療再進行藥物治療的作法，但各觀點對注意力不足過動症的認知差異很大。
有的觀點認為注意力不足過動症是正常行為的範圍內，也有的假定注意力不足過動症是一種遺傳疾病。其他有關注意力不足過動症的爭議包括對兒童用（合理劑量的）中樞神經刺激劑（俗稱興奮劑）藥物進行治療、診斷的方式，以及是否有過度診斷的情形。有些宗教對治療方式也會有不同的認知，例如公民人權委員會（山達基在1969年成立的反精神醫學團體）曾在1980年代提出反對使用利他能的運動，目前該組織的立場仍是不主張用中樞神經刺激劑處方治療ADHD。

### 中國大陸、香港
目前注意力不足過動症的治療策略（涵蓋藥物及非藥物治療）已成為中國大陸的相關醫學指南
，中國大陸的多动症关爱协会指出：「中國大陸对『注意力缺陷多动障碍』的诊断、治疗尚不规范，家长的认知亦不够全面，导致社会上仍有很多不科学的治疗方式和训练方法在被家长们使用。」
香港特別行政區則遇到特教需求的識別及輪流服務的等候時間過長、資源及服務不足、教師人手不足及培訓有待改善、醫校社合作不順暢以及政府未有整體支援特教學生的政策藍圖及願景的問題。目前正在推動特殊教育進行立法，以全面保障特殊教育需要學生的權利。另外，香港的一項問卷調查發現，有特殊教育需要的學生受欺凌的比率極高，在小學環境下有33%遭受欺凌，在中學環境下有47%。而於國際學生能力評估計劃的調查亦顯示，香港中學生遭到欺凌的比率為32.3%。即使家長們想尋求協助亦因資源問題，大部分服務需要自費，而基層家長較為難以負擔。另外，亦有社工指出服務缺乏系統整理，而大部分學校都缺乏動機正面處理事件。

## 備註
1. ↑  台灣兒童與青少年精神科醫師高淑芬在其著作《找回專注力：成人ADHD全方位自助手冊》提到，雖然「過動-衝動型」和「混合型」的ADHD從小就非常好動，坐不住，老是跑跑跳跳、追逐打鬧，精力無窮，但其實這類孩子的運動協調性可能不太好，運動協調性較弱的表象為：肢體動作較大、動作較粗魯。[96]

### 書目
- Edward M. Hallowell; John J. Ratey. . 遠流出版. 2015-09-01. ISBN 978-957-32-7700-2.
- Edward M. Hallowell, M.D.; John J. Ratey, M.D. . 丁凡譯. 台北: 遠流出版社. 2006. ISBN 9573259311.
- 高淑芬; 陳劭芊. . 衛生福利部精神疾病衛教叢書. 中華民國衛生福利部. 2015-06  [2018-02-27]. ISBN 9789860454154. （原始内容存档 (PDF)于2017-02-19） （中文（繁體））.
- 台北榮總 兒童青少年精神科 陳映雪主任、臺大醫院 兒童心理衛生中心 高淑芬醫師、嬌生股份有限公司楊森大藥廠. .  (PDF). By 台灣赤子心過動症協會. 2012-08  [2017-04-11]. （原始内容 (PDF)存档于2017-04-12）.
- 陳錦宏; 黃國祐; 王心怡; 陳茉莉; 朱倍毅; 鍾麗珍; 魚媽. . 社團法人台灣心動家族兒童青少年關懷協會. 2016-12  [2021-02-06]. （原始内容存档于2016-03-19）.
- 陳錦宏. . 台灣: 台灣兒童青少年精神醫學會. 2016  [2018-03-13]. ISBN 9789869350907. （原始内容存档于2021-05-14） （中文（繁體））.

## 外部連結
- 本条目引用的公有领域材料来自美國疾病控制與預防中心的文档《Behavior therapy for young children with ADHD》。
- 注意力不足過動症治療及就醫問與答-國立臺灣大學附設醫學院精神醫學部 衛生教育天地 （页面存档备份，存于）
- 兒童青少年常見精神疾病衛教(介紹)-台灣兒童青少年精神醫學會 （页面存档备份，存于）
- Dr Hallowell （页面存档备份，存于） - 愛德華·哈洛威爾（Edward Hallowell）醫師的ADD治療機構 （英文）
- 影片-【轉轉發現愛：家有過動兒】 （页面存档备份，存于）
- Introducing ADHD-美國疾病管制局 Center for Disease Control （页面存档备份，存于） （英文）
- MedlinePlus for ADHD, U.S National Library of medicine. ADHD介紹 美國官方國家醫學圖書館 （页面存档备份，存于） （英文）
- ADHD, National Institute of Mental Health, U.S 美國衛生署 （页面存档备份，存于） （英文）